# معزوفة اليوم السابع
معزوفة اليوم السابع  رواية عربية للروائي الأردني جلال برجس. صدرت الرواية لأول مرة في العام 2025 عن دار الشروق في مصر.

## حول الرواية
تسرد هذه الرواية حكاية (مدينة الجد الأول) مدينة مفترضة مكونة من سبعة أحياء، يفاجأ سكانها في إحدى الصباحات بعدم قدرتهم على رؤية أنفسهم في المرايا، وفي الوقت نفسه يجدون أن صورهم قد هربت من مراياهم، وتجسدت بهيئات مطابقة لهم تمامًا، تؤنبهم على إهمال إنسانيتهم، وفي الوقت نفسه تدفعهم إلى الوقوع في غرام الموت، الأمر الذي يجعل المدينة، بأخيارها واشرارها، على حافة النهاية، هنا يظهر المنقذ (باختو) عامل تنظيفات غجري عاشق ومؤمن بالموسيقى والقراءة، يعثر مصادفة على مخطوط للجد الأول الذي جاء قديمًا إلى منطقة خالية من أية إنس، وأسس تلك المدينة. يجد (باختو) السبيل إلى إنقاذ المدينة في المخطوط، وهو ناي عتيق، فينخرط، حسب دلالات الجد في المخطوط، في رحلة للبحث عنه.
تتطرق الرواية إلى المصير الإنساني، عبر طبقات زمنية ثلاث: طبقة عتيقة، وطبقة الزمن الحاضر، وطبقة الزمن الذي لم يأت بعد. وتُعلي عبر عناصرها من قيمة الأمل وتبشر به، وتشجع على ضرورة حماية الإنسانية بكل مستوياتها.

## اقتباسات
- أن عقولكم مشاعل تطرد الظلمة، مشاعل لا يتوهج نورها إلا إن وعيتم وعرفتم، وبتم قادرين علي ان تميزوا بين الطريق التي تُفضي إلي هاوية، والطريق التي تؤدي إلي النور.
-إن الأحلام هي الصورة الحقيقية للحب، فإن كنت تحلم فلن تكترث حتى بالرياح وأنت وحيد في العراء.
- لا ينحني الماء إلا أمام الصخور الضخمة.